# Mélissa Theuriau
Mélissa Theuriau, née le 18 juillet 1978 à Échirolles (France), est une journaliste, productrice de documentaire et actrice française.

## Biographie

### Jeunesse et formation
Mélissa Theuriau est originaire d'Échirolles près de Grenoble, sa mère est psychologue du travail, son père travaille aux ressources humaines d’un hôpital ; elle a un frère cadet. Elle est titulaire d'un DUT en Information et communication obtenu à l'IUT Pierre-Mendès-France de Grenoble et d'un Master en journalisme audiovisuel de l'Institut de la communication et des médias (ICM) d'Échirolles.

### Carrière journalistique (années 2000)
En 2002, Mélissa Theuriau obtient son premier emploi sur la chaîne Match TV. Elle est chroniqueuse pour l'émission J'y étais, un magazine d'actualités présenté par Frédéric Lopez.
En 2003, Jean-Claude Dassier, vice-président de l'antenne de LCI, lui propose de devenir le joker du journal télévisé et à partir de 2005 la présentation du journal LCI matin aux côtés de Thierry Gilardi.
En mai 2006 à la suite du départ pour Canal+ de Laurence Ferrari, le groupe TF1 lui propose la présentation du 20 heures, en joker de Claire Chazal. Après réflexion elle préfère refuser le poste « je sentais que je n’avais pas les épaules pour ce poste, j’avais peur de décevoir ». Elle est licenciée sans ménagement de LCI : « Je me suis retrouvée dehors avec mes cartons, et mon badge ne fonctionnait plus ». Elle est remplacée par Audrey Crespo-Mara laquelle deviendra également le Joker de Anne-Claire Coudray à la présentation des journaux du week-end de TF1.
En septembre 2006, elle remplace Anne-Sophie Lapix partie pour TF1 à la rédaction et à la présentation de l'émission Zone interdite sur M6 et réalise des reportages pour l'émission 66 minutes sur M6. En parallèle la présentatrice écrit et présente Un jour, une photo, un module court (la petite histoire d'une grande photo) diffusé sur la chaîne TV payante Paris Première et en partenariat avec le magazine de presse Paris Match.
Depuis janvier 2007, elle anime un nouveau magazine culturel sur Paris Première (chaîne du groupe M6) : Deux, trois jours avec moi, une série d'interviews avec vedettes dans leurs villes préférées.
Le 8 novembre 2009, elle remplace Aïda Touihri, à la présentation de 66 minutes.

### Production et doublage (années 2010)

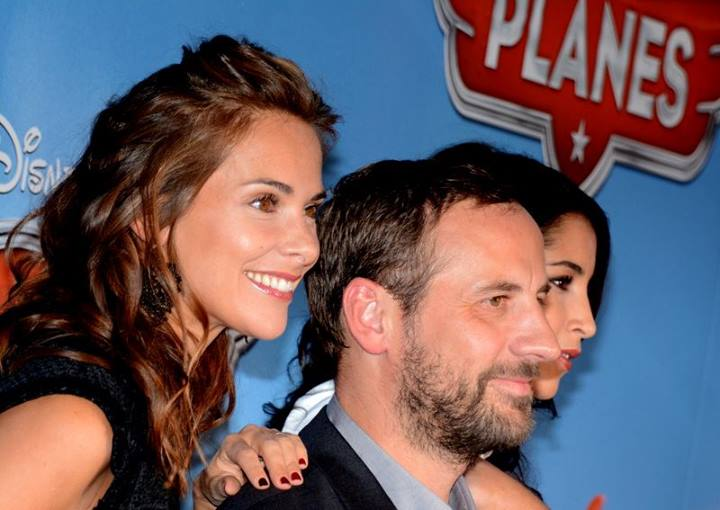
Mélissa Theuriau, Fred Testot et Leïla Bekhti à l'avant-première parisienne du film d'animation Planes, en septembre 2013.

En 2011, elle prête sa voix à un programme intitulé Le Temps d’un poème sur la chaîne jeunesse Disney Junior.
En juin 2012, elle arrête la présentation de Zone interdite et quitte M6. Elle souhaite se consacrer à la réalisation de documentaires avec sa société de production 416 créée en 2008.
Le 29 août 2012, jour de sa dernière émission de Zone Interdite, la journaliste marque le coup en venant pieds nus sur le plateau.
La même année, elle fait une brève apparition dans la vidéo parodique de Florence Foresti sur la série Bref. Elle incarne la mère de famille idéale, ce que par ailleurs elle semble considérer être.
En 2013, elle double aux côtés de Leila Bekhti un personnage de dessin animé dans le film d’animation Planes, produit par Walt Disney Pictures.
Le 21 janvier 2014 est diffusée l'émission Rendez-vous en terre inconnue sur France 2, où Frédéric Lopez avec lequel elle avait travaillé en 2002 l'emmène chez les Maasaïs de Tanzanie.
En 2014, Mélissa Theuriau achète les droits du livre de Marlène Schiappa Pas plus de 4 heures de sommeil (Stock) pour une éventuelle adaptation au cinéma.
En 2015, son mari lui offre son premier rôle au cinéma dans son film d'animation Pourquoi j'ai pas mangé mon père. Elle incarne en capture de mouvement Lucy, une féministe dans une communauté de singes.
En 2018 elle fait une apparition dans le film Photo de famille.

## Vie privée

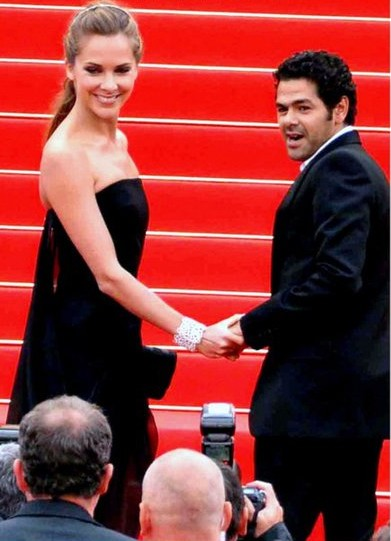
Mélissa Theuriau et Jamel Debbouze au festival de Cannes 2010.

Le 7 mai 2008, Mélissa Theuriau se marie avec l'acteur et humoriste Jamel Debbouze, avec lequel elle est en couple depuis janvier 2007. Ils ont un fils, Léon, né le 3 décembre 2008 et une fille, Lila, née le 28 septembre 2011.
Depuis 2006, elle soutient et aide l'association « Rêves » qui œuvre pour les enfants hospitalisés dont le pronostic vital est réservé.
En 2007, elle est marraine de l’association présidée par Tina Kieffer, « la Rose Marie Claire », ce en liaison avec l'Unicef. Cette association, devenue par la suite « la Flamme Marie Claire », vend des bougies pour aider les jeunes filles à accéder à l'éducation et fréquenter l'école.

## Documentaires
Avec sa société de production 416, Mélissa Theuriau va produire les documentaires suivants :
- L'Entrée des Trappistes, la vie de son mari Jamel Debbouze et de ses amis Nicolas Anelka et Omar Sy issus tous les trois de la ville de Trappes, diffusé en 2012 sur Canal+ en crypté,
- Gaza jeunesse sous surveillance, diffusé sur TEVA,
- Ils ont voté Front National, rencontre avec des électeurs du FN en Moselle diffusé le 5 mai 2013 sur M6[22]
- Villiers-le-Bel : la contre-enquête diffusé sur France 2,
- Liberté, égalité, improvisez, faire de l'improvisation théâtrale une discipline scolaire. L'improvisation y apparaît comme un remède miracle contre les inégalités, l'exclusion et l'échec scolaire[23]. Un concept développé par son mari Jamel Debbouze et son histoire personnelle, Alain Degois et Marc Ladreit[24] diffusé sur Canal+,
- L'absente, maman est en prison diffusé sur M6[25],
- Les Réseaux de la haine, Le harcèlement sur les réseaux sociaux et internet d’anonymes ou de personnalités publiques, réalisé par Rokhaya Diallo, diffusé sur LCP
- Au tableau !!!, diffusé sur C8 le 19 mars 2017, mettant des candidats à la prochaine élection présidentielle face à une classe d'enfants[26].
- Ici tout est loin, diffusé sur France 2 en février 2021, reportage sur la jeunesse issue des zones rurales et des petites villes et sur l'initiative de l'association Chemins d'avenirs portée par madame Salomé Berlioux, fondatrice et directrice générale.

## Polémiques
En septembre 2009, lors de l'émission Zone interdite, Mélissa Theuriau a une altercation avec le ministre de l'Intérieur de l'époque Brice Hortefeux au sujet des émeutes de Clichy-sous-Bois en 2005. Pour elle la police outrepasse ses droits, s'ensuit un débat houleux où chacun reste sur ses positions.
En octobre 2015, sa société de production coproduit avec le soutien du groupe Walt Disney la réalisation d'un clip pour le compte du ministère de l'Éducation nationale pour la journée nationale contre le harcèlement à l'école. Pour plusieurs syndicats de l'Éducation nationale, le clip est « hors sujet et méprisant envers les enseignants ».